# Ochrosia kilneri
Ochrosia kilneri är en oleanderväxtart som beskrevs av Ferdinand von Mueller. Ochrosia kilneri ingår i släktet Ochrosia och familjen oleanderväxter. Inga underarter finns listade i Catalogue of Life.